# Jaume Castell i Lastortras
Jaume Castell i Lastortras   (Manresa, 1915 - Lausana, 1984) fou un empresari industrial i banquer català. Va bastir el seu grup industrial, comercial i financer, amb el suport de jerarques del franquisme, i vint-i-cinc anys més tard viurà el seu ensorrament.

## Biografia[2]
Nascut el 1915 a Manresa en una família burgesa de segona generació, era fill de Jaume Castell i Molas (1889 - 1950), i oncle de Joan Rosell i Lastortras actual president de la CEOE.
El seu pare, es va dedicar a inicialment a la construcció i reparació de maquinària tèxtil, amb l'empresa Maquinària Industrial SA, que va vendre el 1940 a La Maquinista Terrestre i Marítima. El capital obtingut el permetrà participar posteriorment en múltiples negocis en empreses com Pielsa, La Piara, Filatures Gossypium SA, o Laboratoris Funk SA.
El fill, en Jaume Castell i Lastortras, era per tant el fill d'un industrial que havia triomfat i acumulat un cert capital. La seva vocació era clarament industrial, i per això, estudià enginyeria a Barcelona. Però les circumstàncies el portaran primer a la banca i d'aquí novament retornarà a la indústria.

## La construcció del grup[3]
El 1950 començà el seu projecte de bastir un gran grup empresarial, comprant la petita Banca Suñer de Ripoll, cosa que li va permetre entrar a l'exclusiu clan bancari. El 1953 compra a sucursal a Madrid, del Banc de Medina i podrà establir-se a la capital de l'Estat. El 1954 canvia la denominació de Banca Suñer per la de Banco de Madrid que malgrat la denominació manté la direcció d'operacions a Barcelona.. Per aconseguir el llançament del banc es va envoltar de personalitats lligades al règim, així trobem de primer president a José Maria Martínez Ortega, comte d'Argilo, consogre de Franco, de secretari José María Martínez Bordiu, germà del gendre de Franco, Baró de Gotor. Com personalitats catalanes captarà pel Consell d'Administració en Josep Maria de Porcioles, notari i futur alcalde d BCN, Joaquim Viola, també futur alcalde, i Joan Antoni Samaranch futur president de la Diputació Provincial de Barcelona, entre d'altres.
El banc s'inaugurà el 1954 amb un capital de 5 milions de pessetes que el 1958 s'elevava a 50 milions i posteriorment a 60 milions de pessetes. El 1963 seria ja de 90 milions. Quan la legislació bancària es flexibilitza i es crea la figura dels bancs industrial i de negocis, en crearà un, malgrat les pressions de les tradicionals famílies bancàries, gràcies a les seves relacions amb el règim. Serà el Banco Catalán de Desarollo (CADESBANK) amb domicili a Barcelona. S'inaugurarà el 1964 participat en un 25% pel Banco de Madrid i la resta amb participació d'amics catalans i del citat J. M. Martínez Bordiu. Poc després, Jaume Castell presidiia els dos bancs. El CADESBANK inicià la construcció d'un gratacel a la Diagonal, al costat de la plaça de Francesc Macià, que s'inaugurà el 1970.
Segons les memòries, el 1971 el fons propis són de 553 milions de pessetes. El Banc Català de Desenvolupament havia assolit en finalitzar dit exercici un passiu de 3.107.500.000 milions de pessetes. Comptava amb una oficina principal i quatre agències urbanes a Madrid, una oficina principal i dues agències urbanes a Barcelona i oficines a Bocairent, Platja d'Aro, la Seu d'Urgell, Manlleu, Cadis, Gijón, La Corunya, Pinto i Santa Cruz de Tenerife,i Girona. Componien el Consell d'Administració les següents persones: President: Jaume Castell i Lastortras. Vicepresidents: Eustasio Villanueva Vadillo, i Joan Rosell Codinachs, pare de Joan Rosell i Lastortras. De consellers entre d'altres figuraven Joaquim Viola i Sauret, procurador en Corts per Lleida, i futur alcalde de Barcelona, Joan Antoni Samaranch i Torelló. En José María Martínez-Bordiu, baró de Gotor. n'era el secretari. En Josep Maria de Porcioles i Colomer, notari i futur Alcalde de Barcelona n'havia estat conseller del Banc fins al 1970. El 1973, el periodista Andreu Claret i Serra, en un article a la revista Cambio 16, el considerava un dels 50 catalans més amb més poder econòmic.

## ElGrup Castell[5]
Al final de l'any 1974, Castell informava la premsa que el Grup Castell estava format per 120 empreses i una plantilla de més de 20.000 persones. El grup industrial era el més important amb 90 empreses. Les participacions més importants eren:
Sector tèxtil : Algodonera del Sur SA, a Almodóvar del Río (Còrdova);Filatures Gossypium SA; Tèxtil industrial SA -antiga Tecla Sala¬Gróber SA; Oxford Knitting Mills SA, de gènere de punt Manufactures Canyarnàs SA; Suriatex. filatura de cotó; Industrias Textiles de Guadalhorce SA –(INTELHORCE).
Sector del metall: La participació més important erala de Laminados y Forjados de Hierro y Acero SA -LAFORSA-, acompanyada per la que tenien, entre d'altres, a Tallers Sanglas -motocicletes-, la Sociedad Anónima Manufacturas Industriales y Deportivas (fabricació d'esquís), Transa (anoditzat d'alumini) i d'altres.
Sector turístic:Tourist Promotion SA, Desarrollos Turísticos de Almería SA Cala :Mora, Port Llevant SA, etc.
Sector d'edició i arts gràfiques: Publicaciones Reunidas SA, a Badalona, Librería Editorial Argos, Editorial Vergara.
Sector financer: El 1975 els dos bancs espanyols del grup el situaven en el tretzè lloc d'importància pel volum dels seus dipòsits. Tenien 5.500 accionistes i 2.000 empleats. Durant aquest any, es van obrir cent oficines noves, passant de les 41 que hi havia el 1974 a 141. A més dels dos bancs espanyols, el grup Castell crearà o controlarà una sèrie de bancs a l'estranger. El mes de març del 1974 es constituïa a Perpinyà la Banque Catalane de Développement que va impulsar a França la creació de tres indústries, Fers du Languedoc, associats amb la Comercial de Laminados SA, Congost France"-joguines-, amb el seu homònim català. i Unités Eléctriques de Ventilation, amb Soler Palau SA. El mateix any 1974, el Banc Català de Desenvolupament prenia una participació en l'International "Bank of Miami Beach", als Estats Units, i a la Banque OUI le Commerce et Financement -Bancofin- a Lausanne (Suïssa). Finalment, el 1976 cal anotar la participació a Unión de Bancos del Uruguay, a Montevideo.
El 1974, el Banco de Madrid i el Banc Català de Desenvolupament crearen un hòlding, que controlarà les seves participades: Promociones y Desarrollos Industriales SA (PRODINSA). El seu president serà Claudio Boada Villalonga i el vicepresident, José María de Amusátegui de la Cierva. Els dos ocupaven els mateixos càrrecs a l'Instituto Nacional de Industria INI, quan van vendre INTELHORCE al grup Castell.
Sector premsa: Jaume Castell a partir de les amistats amb càrrecs del règim aconseguir l'autorització per editar Tele/eXpres,el primer diari aparegut a Barcelona després de la Guerra Civil. Sortir el setembre de 1964. Ell era el principal accionista, acompanyat pels periodistes Ignasi Agustí i Carles Sentís, i amics del grup com Joaquim Viola i Joan Antoni Samaranch. El 1966 va obtenir autorització per editar Tele/Estel, primer setmanari català des de la Guerra Civil, que edità fins al 1970. El 1968, Jaume Castell controlava també el diari El Mundo Deportivo, i des del 1969 compartiria la propietat d'ambudes publicació amb el grup Godó de La Vanguardia, al qual acabaria venent la seva participació.

## L'ensorrada del Grup[6]
El 1975, en plena transició democràtica fou el millor any per Jaume Castell i el seu grup. Els seus amics, homes de grup Castell havien arribat al cim del poder polític català de l'època, Joaquim Viola i Sauret, alcalde de Barcelona, i en Joan Antoni Samaranch president de la Diputació Provincial.
El poder i la força de grup sembla considerable i agrupa un ventall ampli de sectors de tota classe. Aviat s'iniciaran les dificultats. La primera en saber-se el 1977 que davant l'impossibilitat de fer rendible l'empresa tèxtil Intelhorce comprada cinc anys abans a l'INI per motius polítics el Grup intentava tornar-la al venedor. Després les pèrdues del diari Tele-exprés i la disputa amb el grup Godó, a qui hagué d'indemnitzar. Poc després el Banc d'Espanya, després d'una investigació obliga al Banc de Madrid a prendre el control del seu filial, el Banc Català de Desenvolupament comprant-li les sucursals espanyoles entre altres mesures. No obstant en els inicis de la democràcia l'any 1978 Jaume Castell continuava sent considerat un dels homes més acabalats de Catalunya (apareixia encapçalant el grup del 100 homes forts de l'economia catalana a la revista Fomento de la Producción).
En aquest sentit poc després es fa públic que l'empresari ha comprat el 3,7% del Banco Español de Crédito, passant a ser-ne el primer accionista, i el banc espanyol comprava el 17% del Banc de Madrid. El 1979, però afectat per l'assassinat del seu amic i soci Joaquim Viola Sauret, es rodeja d'escorta de seguretat i acabà dimitint de la presidència dels dos bancs, sent substituït per Claudio Boada Villalonga, i fixà la seva residència a Lausana (Suïssa).
Quant al Grup, els esdeveniments es precipiten, PRODINSA, l'hòlding de participades del grup és dissolta i repartida entre els dos bancs. El 1980 es produeix la suspensió de pagaments dels bancs francesos participats a Perpinya i París. La inspecció del Banc d'Espanya al Banc de Madrid descobreix unes pèrdues considerables. El Banc d'Espanya pressiona el Banc Español de Crédito i resta de la gran banca perquè es facin càrrec del banc. L'altra entitat bancària, el Banc Català de Desenvolupament passarà al Fondo de Garantia de Depósitos Bancarios per tal de sanejar-lo junt amb les seves participades. L'empresa Intelhorce tornarà al Patrimoni de l'Estat on s'acumularan les seves pèrdues.
Jaume Castell va morir a Lausana (Suïssa) el 4 de juliol de 1984.